# Zbór Kościoła Adwentystów Dnia Siódmego w Jeleniej Górze
Zbór Kościoła Adwentystów Dnia Siódmego w Jeleniej Górze – zbór adwentystyczny w Jeleniej Górze, należący do okręgu dolnośląskiego diecezji zachodniej Kościoła Adwentystów Dnia Siódmego w RP.
Jeleniogórski zbór adwentystyczny został założony w 1910 r.
Pastorem zboru jest kazn. Andrzej Sieja, natomiast starszym – Andrzej Kurpiewski. Nabożeństwa odbywają się w kościele przy ul. Panieńskiej 36 każdej soboty o godz. 10.00.